# Billy Aitken
Pour les articles homonymes, voir George Aitken (homonymie) et Aitken.
William John Aitken, appelé également Billy Aitken ou encore George Aitken (né le 2 février 1894 à Peterhead en Écosse et mort le 9 août 1973 à Gateshead en Angleterre) est un footballeur écossais, qui évoluait au poste de milieu de terrain offensif, avant de devenir entraîneur de football.

## Biographie

### Carrière de joueur
Aitken fait ses débuts dans les équipes amateur de Kirkintilloch Rob Roy FC avant de rejoindre les Queen's Park FC. 
Il signe en 1918 aux Rangers FC, pour lequel il inscrit deux buts en 21 matchs de championnat, que les Rangers achèvent au 2e rang derrière le Celtic FC. L'année suivante, il quitte l’Écosse pour Port Vale FC. Après la promotion de Vale en Football League Second Division en octobre 1919, le club doit payer aux Rangers 500£ pour lui et Peter Pursell. Il inscrit finalement 9 buts en 44 matchs dans la saison avant d'être vendu pour 2500 £ à Newcastle United en mai 1920 (considéré comme un gros transfert à l'époque). Bien qu'il n'ait marqué pour Newcastle que dix buts en 110 matchs de championnat, son altruisme et son activité en attaque sont appréciés. En 1924, il signe à Preston North End FC pour 1000 £. En tant que joueur, il restait célèbre pour faire rebondir le ballon sur sa tête pendant qu'il courait le long de la ligne de touche.

### Carrière d'entraîneur
En 1928, il émigre en Italie. Élève du grand entraîneur anglais d'Arsenal Herbert Chapman (dont il adoptera le même système de jeu, le WM, une sorte de 3-4-3 ou de 3-2-2-3), il est surtout connu pour avoir été l'entraîneur-joueur du club piémontais de la Juventus entre 1928 et 1930 (il est donc le premier entraîneur du club en Serie A), succédant au hongrois József Viola selon les souhaits d'Edoardo Agnelli (il sera le seul écossais à avoir entraîné le club avec William Chalmers).
Réputé pour son caractère sympathique et pour ses techniques de préparation physique avant-gardistes importées d'Angleterre, il dirige son premier match sur le banc le 30 septembre 1928 lors d'un nul 2-2 en championnat contre la Reggiana, et permettra à la Juve de terminer à la 3e place du championnat d'Italie en 1930. Il quitte pourtant la tête du club la même année après 67 rencontres dirigées (dont 37 victoires) en laissant sa place à l'italien Carlo Carcano (car son système de jeu et ses méthodes d'entraînements fatigantes déplaisaient à pas mal de joueurs,). Comme joueur, il évolua à la Vieille Dame sur le côté, n'entrant en jeu seulement que dans les entraînements et les matchs amicaux, les joueurs étrangers n'étant à l'époque pas autorisés à jouer en match officiel,
Il rejoint alors l'AS Cannes en France, avec qui il remporte la coupe de France en 1931-32 contre le RC Roubaix (1-0). Il a alors 38 ans et 81 jours. 
Il est ensuite entraîneur-joueur au Stade de Reims puis au FC Antibes, et dispute finalement son dernier match de D1 le 25 décembre 1938 contre le RC Paris à l'âge de 44 ans et 326 jours (46 ans annoncés par Aitken).
En France, il se voua également à l'activité d'instructeur de golf, son autre grande passion. Durant la Seconde Guerre mondiale, il travailla pour l'entreprise Vickers-Armstrongs, ainsi que plus tard pour un distributeur de vins et d'alcools spiritueux dans le Tyne and Wear.

## Palmarès
| Glasgow Rangers - Championnat d'Écosse : - Vice-champion : 1918-19. |  | AS Cannes - Coupe de France (1) : - Vainqueur : 1931-32. - Championnat de France : - Vice-champion : 1932-33. |  | Stade de Reims - Championnat de France amateur (1) : - Champion : 1934-35. |